# Predor Rosi Mittermaier
Predor Rosi-Mittermaier (nemško Rosi-Mittermaier-Tunnel) je enocevni cestni predor v Ötztalskih Alpah na Tirolskem. Imenovan je po smučarki Rosi Mittermaier, čeprav se običajno imena cest ne imenujejo po živih ljudeh. Dolžina cevi je 1729 m.
Odprt je bil leta 1982 in se je imenoval predor Tiefenbach (nemško Tiefenbachtunnel). Na ledeniški cesti Ötztaler (nemško Ötztaler Gletscherstraße) povezuje Sölden z Tiefenbachbahn in z ledenikom Rettenbach (nemško Rettenbachgletscher) na kateremu prirejajo tudi Svetovni pokal v alpskem smučanju v Söldnu.
Po nadmorski višini je najvišji cestni predor v Evropi, njegov južni portal je na 2829 m nadmorske višine. Predor lahko uporabljajo vse vrste vozil (polprikolice do 38 t). Skozi predor vozi redni avtobusni prevoz. Lahko se prečka tudi peš, ker ni prepovedi.
Severni portal predora: 46°56′22″N 10°56′22″E / 46.93944°N 10.93944°E

Južni portal predora : 46°55′28″N 10°56′40″E / 46.92444°N 10.94444°E